# Craspedosis castellata
Craspedosis castellata là một loài bướm đêm trong họ Geometridae.